# HitRadio Veronica (Sky Radio)
HitRadio Veronica is een Nederlands radiostation dat uitzond via internet. Op 27 december 2006 om 12.00 uur in de middag startte het – toen nog onder de naam TMF Radio – zijn uitzendingen op de kabelfrequenties van het voormalige RTL FM, waar even daarvoor nog Sky Radio - The Christmas Station te horen was. TMF Radio was tot 1 oktober 2008 een samenwerkingsverband tussen Sky Radio Group (Sienna Holding BV) en MTV Networks Benelux (TMF) en zendt voornamelijk hits uit op de kabelfrequentie van Hitradio BV, dat in het voorjaar van 2007 definitief werd overgenomen door Sky Radio Groep (Sienna Holding BV) en MTV Networks BV. Eerst heette Hitradio BV nog RTL FM BV, ooit was dit Holland FM BV. MTV Networks heeft zich op 1 oktober 2008 teruggetrokken uit TMF Radio en sindsdien werd Sky Radio Groep de enige eigenaar van het station dat de naam HitRadio Veronica droeg. Op 3 januari 2011 staakte de radiozender de uitzendingen via de kabel en sindsdien was de zender alleen nog via internet te beluisteren. Sinds april 2022 zendt Vintage Veronica uit via dit digitale station. 
De start van het radiostation leverde nogal wat commotie op in de media. Ali B. (Ali Bouali) stak namens TMF op het moment van de lancering vuurwerk af samen met Yesser Roshdi ('Yes-R') alsmede TMF-vj's Miljuschka Witzenhausen en Valerio Zeno in volgens TMF 'saaiste dorp van Nederland'; Staphorst. Voor dit vuurwerk had MTV Networks BV geen vergunning en er werd achteraf door de gemeente beweerd dat er op het moment van afsteken vlakbij een 19-jarige jongen werd begraven. Staphorst wilde de rapper hierna vervolgen voor het illegaal afsteken van vuurwerk. Later bleek dat de begrafenis op een later tijdstip plaatsvond dan het afsteken van het vuurwerk, waarmee de zaak uiteindelijk met een sisser afliep.

## Naamswijziging TMF Radio in TMF HitRadio
Op 1 april 2009 werd bekendgemaakt dat de naam TMF Radio op 3 april 2009 wordt omgedoopt in de naam TMF HitRadio. Het moederbedrijf van dit radiostation, de Telegraaf Media Groep, wilde de naam van dit radiostation naar eigen zeggen al eerder de naam TMF Hitradio geven, maar dit werd tegengehouden door MTV Networks, die mede eigenaar was van dit radiostation. Nadat MTV Networks zich op 1 oktober 2008 teruggetrokken had uit dit radiostation, besloot de Telegraaf Media Groep de naam te veranderen in TMF HitRadio. Uiterlijk 1 oktober 2009 dient de aanduiding TMF uit de naam te zijn verdwenen. De termijn hiervoor is uiteindelijk verlengd tot 1 november 2009.

## Naamswijziging TMF HitRadio in HitRadio
Sky Radio Group heeft op 18 september aangekondigd de naam van TMF HitRadio per 1 oktober 2009 te wijzigen in HitRadio TMS. TMS staat daarbij voor "The Music Station".
Eind september is gebleken dat de aangekondigde naamswijziging niet doorging. Uiteindelijk heeft Sky Radio Group besloten de naam te wijzigen in HitRadio. Deze naamswijziging is per 1 november 2009 doorgevoerd. Tussen juli en december 1992 was Sky Radio Group al kortstondig actief met een kabelradiozender onder de naam HitRadio. Dit radiostation werd op 11 december 1992 Radio 538. Uit die periode heeft Sky Radio Group het merkenrecht van de op 1 november 2009 opnieuw van start gegane 'HitRadio' overgehouden.

## Naamswijziging HitRadio in HitRadio Veronica
Op 1 september 2010 werd de naam opnieuw veranderd, ditmaal in HitRadio Veronica. Sinds 3 januari 2011 was de radiozender alleen nog via internet te beluisteren en niet langer via de kabel. Op 1 september 2017 kwam een einde aan deze zender. HitRadio Veronica is op internet vervangen door Radio Veronica Non-Stop. Sinds oktober 2016 is Talpa Radio eigenaar van de zender, net als Radio Veronica en Sky Radio.
De naam HitRadio Veronica heeft eerder bestaan, in 1995 toen Veronica commercieel ging, heette het eveneens HitRadio Veronica. HitRadio Veronica was de opvolger van HitRadio 1224. Het commerciële radiostation ging op vrijdag 1 september 1995 van start op de middengolffrequentie's 828 kHz (362 m) en 1224 kHz (245 m) en was landelijk in FM stereo te beluisteren op de kabel.